# Дочо Съев
Дочо Съев Дочев (Велко) е български партизанин.

## Биография
Дочо Съев е роден на 2 август 1919 г. в с. Старо село, Троянско. Основно образование завършва в родното си село. Учи в Държавно смесено педагогическо училище „Цар Борис III“ (Ловеч). Тук е активен член на РМС. За тази си дейност е изключен, но успява да завърши Троянската гимназия.
След отбиване на военната служба е студент в юридическия факултет на Софийския университет. Тук е член на БОНСС.
Участва в Съпротивителното движение по време на Втората световна война. След полицейски арест в София и последвалото освобождаване, преминава в нелегалност. Партизанин в Партизански отряд „Христо Кърпачев“ (1943). Участва в сформирането на III чета и е началник-щаб на отряда.
След престрелката в местността „Урсел“ на 30 ноември 1943 г. и гибелта на командира Цанко Патарински е и командир III чета. Загива при престрелка с полицейско подразделение в местността „Трифонова усойна“ между селата Калейца и Дълбок дол заедно с Васил Ватев, Тотка Съева и Христо Банков.